# Caratuva (distrito)
Caratuva é um distrito do município brasileiro de Arapoti, no interior do estado do Paraná.
De acordo com o Instituto Brasileiro de Geografia e Estatística (IBGE), sua população no ano de 2010 era de 234 habitantes.
As origens históricas de Caratuva estão ligadas à da fazenda Capão Bonito e do município de Ibaiti. Estrategicamente localizado nos Campos Gerais seu chão foi desbravado por aventureiros, sertanistas e tropeiros desde o início do século XVII.
No início do século XVII, bandeirantes paulistas e tropeiros de gado fizeram as primeiras penetrações na região que constitui o território de Jaguariaíva. Essas entradas realizaram-se através do histórico Caminho de Sorocaba que de São Paulo conduzia a Viamão, na Província de São Pedro do Rio Grande do Sul.
Para formar o novo município de Arapoti desmembra-se do município de Jaguariaíva os distritos de Arapoti e Calógeras através da lei estadual n.º 253, de 26-11-1954.